# Sibiloi nationalpark

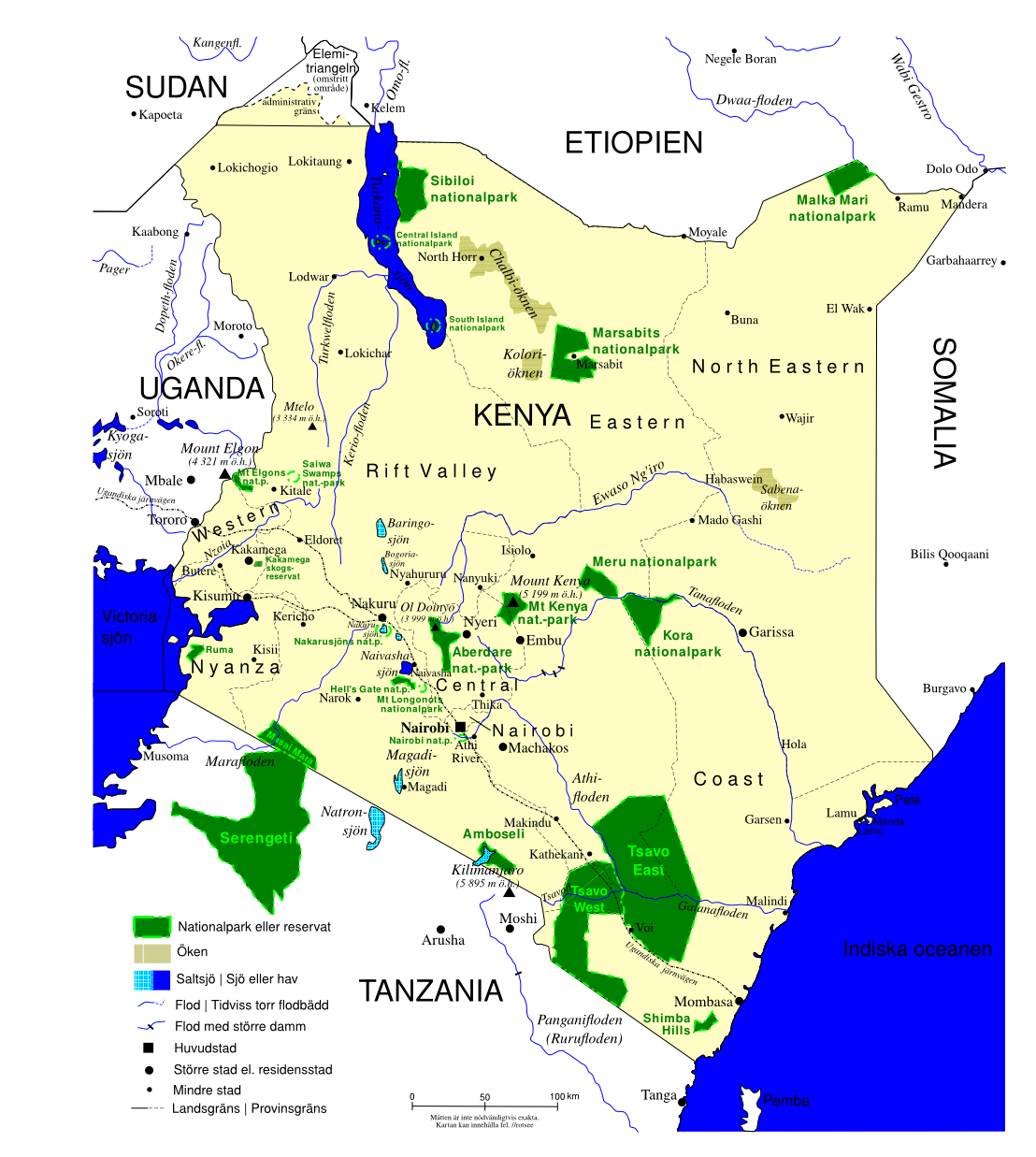
Karta över Kenyas större nationalparker, med Sibiloi vid Turkanasjöns strand i norr.

Sibiloi nationalpark (engelska: Sibiloi National Park) är en nationalpark i norra Kenya, invid Turkanasjön, den saltaste av Afrikas stora sjöar. Parken inrättades 1973 på initiativ av Kenyas nationalmuseer, för att skydda värdefulla fyndplatser från förhistoriska människobosättningar. Parken sköts av Kenya Wildlife Service (KWS).
Sibiloi nationalpark är 1 570 km² stor och består till största delen av halvöken. Den ligger omkring 80 mils bilresa från Nairobi. I parken finns två flygfält, en campingplats samt faciliteter för kortare besök samt Koobi Foramuseet.
Parken har fått sitt namn efter Sibiloiberget som syns vid Alia Bay i södra änden. Den mest kända lämningarna i parken är Australopithecus och tidiga mänskliga fossiler. Dessa har flyttats till Nairobi, men andra fossiler visas på museet.
1997 upptogs Sibiloi tillsammans med Central Islands nationalpark och South Islands nationalpark  på Unescos världsarvslista under namnet Turkanasjöns nationalparker.